# لودرز (تگزاس)
لودرز، تگزاس(به انگلیسی: Lueders, Texas) شهری در ایالت تگزاس از ایالات جنوبی ایالات متحده آمریکا است. در سرشماری سال ۲۰۰۰، جمعیت این شهر ۳۰۰ نفر اعلام شد.